# Vînohradne (Vînohradne), Lenine
Vînohradne (în ucraineană Виноградне) este localitatea de reședință a comunei Vînohradne din raionul Lenine, Republica Autonomă Crimeea, Ucraina.

## Demografie
Componența lingvistică a localității Vînohradne
     Rusă (44,95%)
     Tătară crimeeană (30,13%)
     Ucraineană (23,48%)
     Alte limbi (1,44%)
Conform recensământului din 2001, nu exista o limbă vorbită de majoritatea populației, aceasta fiind compusă din vorbitori de rusă (44,95%), tătară crimeeană (30,13%) și ucraineană (23,48%).